# Schizocosa cecili
Schizocosa cecili este o specie de păianjeni din genul Schizocosa, familia Lycosidae. A fost descrisă pentru prima dată de Pocock, 1901.
Este endemică în Zimbabwe. Conform Catalogue of Life specia Schizocosa cecili nu are subspecii cunoscute.